# Avyakta
Avyakta, Sanskrit, n., अव्यक्त avyakta [a-vyakta], unsichtbares, nicht aufdeckbares, unmerkliches; nicht manifestiertes (also nicht zu einem Objekt gewordene), als Urstoff oder Urgeist interpretierte. In der Philosophie des Sāṃkhya kann dieses auch als Urnatur, Urmaterie, Mūlaprakṛti bezeichnet werden, ist also nur ein anderes Wort dafür. Avyakta ist eine nicht-manifestierte oder indeterminierte Form, ein subtiler Geist, dem alle Phänomene der materiellen Welt der Manifestationen entspringen, die Allseele. Avyakta ist ein Begriff aus dem Hinduismus. Avyakta ist das Gegenteil von Vyakta, dem sichtbaren, wahrnehmbaren.
Der Begriff Avyakta findet vor allem Anwendung in der Samkhya-Philosophie für die noch nicht-manifestierte Urmaterie (Prakriti). Er kommt jedoch auch schon in älteren Beschreibungen von Weltenschöpfungen vor, wenn Brahma erwacht und die Welt aus sich hervorgehen lässt.
In der Philosophie Nisargadatta Maharajs ist Avyakta (unmanifestiert) das Unpersönliche, das Absolute „Ich“ jenseits aller Sinneswahrnehmungen oder Erfahrungen und sich seiner selbst nicht gewahr. Es manifestiert sich im äußeren Selbst (Vyakti). Das äußere Selbst wiederum ist lediglich eine Projektion des inneren Selbst (Vyakta) auf den Körper-Verstand.

## Vyakta
Vyakta, Sanskrit, n., व्यक्त, vyakta [pp. von vyañj], das Deutliche, Erkennbare, Wahrnehmbare, Manifestierte, Offensichtliche. Vyakta bedeutet sich manifestierende Materie, die entwickelte Natur, (vi, getrennt, weg von, ohne + akta, passives Partizip von anj, erscheinen lassen). Vyakta beschreibt ein entfaltetes Phänomen der Materie und ist das Gegenteil von Avyakta.
In der Samkhya-Philosophie ist Vyakta die manifestierte Form der Urmaterie (Prakriti).
Gemäß Nisargadatta ist Vyakta das Überpersönliche - Vyakta (manifestiert), welches als „Ich bin“ die Spiegelung des Absoluten im Bewusstsein ist.

## Vyakti
Vyakti, Sanskrit व्यक्ति, vyakti [vyañj-ti] f.  Manifestation; Evidenz | Individualität; Individuum | phil. Singularität, Partikularität; diskrimininatives Charakteristikum; Geg. jāti | Unterscheidung, Differenz; Syn. viśeṣa; Geg. ākṛti | Gram. grammatisches Geschlecht. Vyakti ist ein Begriff aus dem Hinduismus.
Im Advaita bedeutet Vyakti die Person, das äußere Selbst. Das Persönliche - Vyakti, ein Konstrukt der physischen und vitalen Vorgänge, der psychosomatische Apparat, in dem sich das Bewusstsein manifestiert. Die Person (Vyakti) flackert, Bewusstsein (engl. awareness, Vyakta) beinhaltet allen Raum und alle Zeit, das Absolute (Avyakta) ist, existiert.

## Vyaktitva
Vyaktitva, die Persönlichkeit, (lat. persona, wörtlich die Maske, die altgriechische Schauspieler sich aufsetzten, damit von den Zuschauern ihre wahre Identität nicht erkannt wurde. Der erworbene und geprägte Teil des menschlichen Charakters.) Die limitierte Identifikation des Selbst mit dem eigenen Körper.
In der Advaita Philosophie Nisargadattas repräsentiert Vyaktitva die begrenzte Wahrnehmung des äußeren Selbst (Vyakti).